# NASCAR

2015년, 출발 장면

NASCAR(영어: The National Association for Stock Car Auto Racing, 나스카)란 전미 스톡 자동차 경주 협회의 약어로 미국에서 스톡 자동차 경주 대회를 주최하는 가장 큰 공인단체이다. 그러나 보통 NASCAR라 하면 전미 스톡 자동차 경주 협회에서 주최하는 종합 스톡 자동차 경주 대회를 일컫는다.
스톡 자동차란 일반 시판차를 개조한 자동차를 의미하며, NASCAR 대회 참가 차량은 최근 3년 내 미국에서 생산된 강철 차체의 세단형 자동차로 제한된다. 개막전은 보통 플로리다주에 위치한 데이토나 경주장에서 열린다.
주관단체인 NASCAR는 1948년 2월 21일에 설립되었으며, 플로리다주 데이토나비치와 노스캐롤라이나주 샬럿에 본부를 두고 있다.
2015년부터 속도가 안전상의 이유로 인해 지금까지도 조금씩 줄어들고 있다.

## 시리즈
NASCAR에서 공인된 자동차 경주 대회로 몬스터 에너지 NASCAR 컵 시리즈, 엑스피니티 시리즈, 그리고 캠핑월드 트럭 시리즈가 있다. NASCAR는 미국의 38개 주, 캐나다, 그리고 멕시코에서 100개 이상의 경주로, 1,500개 이상의 자동차 경주 대회를 공인하고 있다.
NASCAR 대회는 그랜드 내셔널 시리즈(Grand National Series)와 나머지 시리즈 10개 경주로 구분이 된다. 그랜드 내셔널 시리즈는 2003년까지 담배회사의 후원을 받은 윈스턴 컵 시리즈였고, 2004년부터 2007년까지는 통신회사인 넥스텔사의 후원을 받아 넥스텔 컵 시리즈(NEXTEL Cup)라 불렀으나, 2008년부터 2016년까지는 넥스텔과 합병한 스프린트의 후원을 받아 스프린트 컵 시리즈라 부르고 있었다. 2017년부터는 몬스터 음료의 후원을 받아, 몬스터 에너지 NASCAR 컵 시리즈이라 부르고 있다.
몬스터 에너지 NASCAR 컵 시리즈는 미국 28개 도시에서 매년 2월부터 11월까지 약 9개월 동안 총 36전이 개최된다. 경주는 거의 대부분 타원형 경주장에서 한다. 타원형 경주장은 시계 반대 방향으로 주행하는 것이 보통인데, 관중의 입장에서는 전체 경주 상황을 한눈에 살필 수 있고 언제든지 추월과 접촉이 다반사로 일어나 박진감 넘치는 경주를 관람할 수 있다.

## 인기
미국 동남부의 지역 오락 행사로 시작한 NASCAR는 현재 미국 내에서 시청률 기준으로 내셔널 풋볼 리그(NFL) 다음으로 인기 있는 상업 스포츠로 성장하였고, 국제적으로는 150개국에 중계 방송되고 있다. 또한 7,500만명의 팬이 연간 20억 달러 이상의 공인 제품을 구매하고 있을 정도로 전체 스포츠 팬들 중에서 브랜드 충성도가 가장 높은 것으로 평가받고 있다. 이 때문에 포춘 500 기업 대부분이 NASCAR를 후원하고 있다.

## 같이 보기
- 카
- 카 2
- 카 3: 새로운 도전
- 포뮬러 원